# Gaëlle Skrela
Gaëlle Skrela (Tolosa, 24 gennaio 1983) è un'ex cestista francese, di ruolo guardia.

## Biografia
Nata a Tolosa in una famiglia di rugbisti internazionali per la Francia (suo padre Jean-Claude, che fu anche commissario tecnico della Nazionale, e suo fratello David, presente in due edizioni della Coppa del Mondo), Gaëlle Skrela si orientò alla pallacanestro fin dalle scuole superiori.
Sua madre la iscrisse quindi alle giovanili del Tolosa Launaguet a 17 anni, e con tale squadra vinse il Nationale Féminine 1 nel 2002 venendo promossa in prima divisione; nel 2004, tuttavia, a seguito di problemi finanziari che portarono alla retrocessione e al successivo fallimento della società, si trasferì al Lattes Montpellier per assicurarsi una carriera professionistica e il proseguimento degli studi universitari in scienze motorie.
Con il Lattes Montpellier si aggiudicò la Coppa di Francia nel 2011 e, nel 2013, giunse fino alla finale di campionato, poi perduta contro il C.J.M. Bourges anche se, poche settimane più tardi, vinse una seconda Coppa di Francia contro Nantes.
In quello stesso anno giunse anche la convocazione in Nazionale, a trent'anni da poco compiuti; esordì nel corso del campionato europeo — tenutosi in Francia — contro la Lettonia e arrivò con la squadra in finale, poi persa contro la Spagna.
Nella stagione 2013-14, divenuta capitano del Lattes Montpellier, si aggiudicò il titolo di campione di Francia, battendo Bourges nella riedizione della finale di due anni prima.
Nel 2015, dopo la conquista di una terza Coppa di Francia (avversarie ancora le cestiste di Bourges), Skrela fu convocata per il campionato europeo, competizione in cui la Francia giunse di nuovo seconda, sconfitta in finale dalla Serbia.
Il 2016 fu l'anno di un altro double domestico per Lattes, con la vittoria sia nel campionato che nella Coppa di Francia.
Nel 2017 fu convocata per il suo terzo campionato europeo, anteriormente al quale Skrela annunciò il suo ritiro agonistico per dedicarsi alla sua attività di kinoterapeuta; il suo ultimo incontro fu la finale di detto torneo, perso contro la Spagna, che valse a Skrela la sua terza medaglia d'argento europea su tre partecipazioni a seguire.

## Palmarès
- Campionato francese: 2
Lattes Montpellier: 2013-14, 2015-16
- Coppa di Francia: 4
Lattes Montpellier: 2010-11, 2012-13, 2014-15, 2015-16